# Ladislav Bedřich
Ladislav Bedřich (24. duben 1901, Loštice – 11. prosince 1986, Praha) byl československý důstojník, podplukovník pěchoty v záloze, účastník zahraničního odboje a politický vězeň.

## Životopis
Narodil se v rodině českého četníka v okrese Šumperk. Rodina se často stěhovala a tak chodil do školy v Litovli, na gymnázium v Kroměříži a maturoval roku 1918 v Lipníku. Bezprostředně po vzniku Československé republiky a vstoupil jako dobrovolník do tvořící se armády nového státu, konkrétně k olomouckému pěšímu pluku č. 54 takzvaného domácího vojska (bývalé rakousko-uherské jednotky). S ním se pravděpodobně zúčastnil bojů o integritu mladého státu (obsazení pohraničí, válka o Těšínsko a československo-maďarská válka o Slovensko - části pěšího pluku č. 54 se zapojily do všech tří uvedených konfliktů) v letech 1918–1919. Po unifikaci armády v roce 1920 absolvoval vojenskou prezenční službu u pěšího pluku č. 45 v Lučenci a po absolvování školy pro záložní důstojníky v Košicích byl vyřazen jako nadporučík. Byl nadšený sportovec a Sokol, roku 1922 se stal učitelem tělocviku a působil na několika školách na severní Moravě.

### Začátek 2. světové války v Polsku
Po okupaci zbytku republiky v březnu 1939 vytvořil na Litovelsku odbojovou skupinu napojenou na organizaci Obrana Národa. Počátkem června se rozhodl odejít bojovat do exilu a překročil ilegálně hranice do Polska, kde se dostal ke Krakovské vojenské skupině podplukovníka Ludvíka Svobody, jehož pobočníkem se posléze stal. S ním a jeho částí jednotky, z které se 3. září 1939 oficiálně stala Legie Čechů a Slováků prošel zářijovým ústupovým tažením Polskem na jehož konci jednotka skončila v internačním táboře v SSSR. Tam bylo jejích asi 700 vojáků přejmenováno na „Východní skupinu čs. armády“.

### Na východní frontě
V internačních táborech zůstal až do 22. června 1941, kdy došlo k napadení SSSR. Po rozhodnutí o zformování československé vojenské jednotky v SSSR se od počátku podílel na její organizace a ve funkci zástupce plukovníka Svobody se v jeho nepřítomnosti dostal do sporu se důstojníky NKVD, kteří požadovali uvolnění části jeho důstojníků pro parašutistický výcvik k vysazení do protektorátu Čechy a Morava. Ladislav Bedřich toto striktně odmítl, neboť měl jasné rozkazy, že jemu svěřeným personálem disponuje pouze velení československé armády.
V Buzuluku se stal kapitán Bedřich velitelem výcvikové roty a podílel se na osvětové výchově. Od února 1942 velel záložní rotě čs. jednotky. Bývá uváděno, že se na pozici velitele minometné čety účastnil prvního bojového nasazením 1. československého samostatného praporu v SSSR - bitvy u Sokolova. Jedná se ale o omyl způsobený záměnou za jeho jmenovce Františka Bedřicha. V soupisu čs. vojáků, kteří bojovali u Sokolova Ladislav Bedřich nefiguruje. Po reorganizaci praporu na 1. čs. samostatnou brigádu zastával funkci dočasného náčelníka týlu. S brigádou prošel boji o Kyjev, Bílou Cerkev a Žaškov. Jeho značné organizační schopnosti pak vedly v červnu 1944 k jeho jmenování velitelem čs. náhradního pluku a od 1. 1. 1945 byl přednostou doplňovací služby štábu 1. čs. armádního sboru v SSSR.

### V poválečném Československu
Po skončení války působil ve vojenském školství a tělovýchově. V květnu 1947 byl jmenován náčelníkem tělovýchovné skupiny při hlavním štábu branné moci. Ještě roku 1949 se stal starostou pražského obrozeného Sokola. Na jaře 1950 byla ale na pokyn československého obranného zpravodajství (OBZ) zatčen pro vykonstruované obvinění z porušení služebního tajemství z nedbalosti a odsouzen na 10 měsíců a ztrátě hodnosti. Po uplynutí trestu strávil další rok v táboře nucených prací v Pardubicích. Následně uvažoval o opětovném odchodu do exilu ale padl do léčky agenta provokatéra. V létě 1952 byl znovu zatčen a koncem téhož roku odsouzen na 20 let vězení v Leopoldově. Propuštění se dočkal na amnestii v září 1960. Poté pracoval jako pomocný dělník v pražské Škodovce a ČKD. Na pozvání Československého svazu bojovníků proti fašismu často zajížděl na besedy do svého rodného kraje. Napsal své paměti, které se ale dosud vydání nedočkaly. Na sklonku života bydlel na jižním okraji Prahy v Točné, kde by činný ve československém zahrádkářském a ovocnářském svazu. Částečně byl rehabilitován roku 1963, plně pak až in memoriam roku 1990.

## Vyznamenání

### Československá
- Československý válečný kříž 1939 udělen 2×
- Řád Slovenského národního povstání 2. třídy
- Československá medaile Za chrabrost před nepřítelem
- Československá vojenská medaile za zásluhy 2. stupně
- Pamětní medaile československé armády v zahraničí, se štítkem SSSR
- Pamětní odznak Čs. dobrovolce z let 1918–1919
- Pamětní kříž Československé obce dobrovolecké
- Pamětní medaile svazu českoskoslovenského důstojnictva

### Sovětská
- Řád slávy třetí třídy[5]
- Medaile Za bojové zásluhy[6]
- Medaile za vítězství nad Německem ve Velké vlastenecké válce 1941–1945

### Rumunská
- Řád rumunské koruny IV. třídy-důstojník